# Lago Wylie
O Lago Wylie (Lake Wylieinglês) é uma Região censo-designada localizada no estado norte-americano de Carolina do Sul, no Condado de York.

## Demografia
Segundo o censo norte-americano de 2000, a sua população era de 3061 habitantes.

## Geografia
De acordo com o United States Census Bureau tem uma área de
12,3 km², dos quais 9,0 km² cobertos por terra e 3,3 km² cobertos por água. Lake Wylie localiza-se a aproximadamente 174 m acima do nível do mar.

## Localidades na vizinhança
O diagrama seguinte representa as localidades num raio de 16 km ao redor de Lake Wylie.